# プロダクション尾木
株式会社プロダクション尾木（プロダクションおぎ、英: Production Ogi Co., Ltd.、通称：尾木プロ）は、東京都新宿区市谷に本社を置く芸能事務所。日本音楽事業者協会正会員。

## 沿革
- 1978年3月20日 - 渡辺プロダクション出身の現・代表取締役社長の尾木徹が「尾木プロダクション」として東京都港区赤坂に設立。
- 1982年 - 正式商号を「プロダクション尾木」に変更、事務所所在地も新宿区市ヶ谷へ移転[1]。
- 2010年・2011年 - 同プロダクション所属のAKB48、SDN48メンバーを中心とした所属タレントが出演する音楽イベント「Team Ogi祭」を開催。
- 2017年2月20日 - 東京都新宿区新宿から中央区銀座に本社移転。
- 2024年1月4日 - アラベスクを吸収合併するとともに同社の本社所在地であった新宿区市谷田町1丁目10番地に移転[2]。

## 所属タレント
- 生稲晃子（元おニャン子クラブ） - 2001年に離籍後、2009年に復帰。
- 石坂浩二
- 市川美織（元AKB48、元NMB48）
- 井上朋子
- 井上麻矢（劇団こまつ座代表）
- 今井悠貴
- 榎本遥菜
- 岡嶋琳
- 影山優佳（元日向坂46）
- 加欄桃子
- 霧島れいか
- 鯨井康介
- 黒坂真美
- サリー楓
- 新山桃子
- SHIN
- 高田夏帆
- 谷本琳音
- 田渕久美子（脚本家）
- 田村友乃
- Chuning Candy
- 東松史子
- 仲間由紀恵
- 名高達男
- 新妻聖子
- 新実芹菜
- 野中望未
- Funky Galaxy（from SUPERNOVA）
  - グァンス
- 藤真利子
- 古屋玲奈
- 星奈優里
- 細貝圭
- 丸山陽詩
- 三田佳子
- 皆本麻帆
- 宮澤エマ
- 吉沢梨絵
- 横山ルリカ（元アイドリング!!! 9号）
- 横山めぐみ

### 業務提携
- 高島豪志

## 過去に所属していたタレント
- 青井一樹
- 秋本未莉（小鹿美鈴に改名、株式会社グローエンターテイメントに所属）
- Aqua Timez - 2018年12月31日をもって解散。再結成時Mama&Sonへ2024年7月頃に所属。
- 尾崎恵理
- 阿部美穂子
- 天月梨絵（星野奈津子に改名、ジールアソシエイツに所属）
- 鮎川太陽（元Ya-Ya-yah、元ジャニーズJr.）
- 鮎河ナオミ
- 伊阪達也
- 石黒英雄 - 2018年4月30日をもって契約終了[3]。
- 伊藤陽佑
- 絲木建太
- 井上あずみ
- 岩倉沙織
- うしろ髪ひかれ隊（工藤静香、生稲晃子、斉藤満喜子の3人組ユニット）
  - 工藤静香（元おニャン子クラブ）
  - 斉藤満喜子（元おニャン子クラブ）
- O's（姉・小田聡美、妹・小田都弥可の姉妹ユニット）
- 小野晴子（桐山玲奈に改名、トミーズアーティストカンパニー所属）
- 華原朋美（元黒BUTAオールスターズ） - 2007年6月に専属契約解除後、2012年12月1日に復帰。2020年8月31日をもって契約解除[4]。
- 椛田早紀
- 神永圭佑
- 河村唯（元アイドリング!!! 12号）
- 菊地美香（現所属：BLACK SHIP）
- 清久レイア（元アイドリング!!! 30号） - 2014年12月22日をもって契約終了（芸能界引退）。
- 木村真衣
- 草刈麻有
- 呼春
- CLOVER（椛田早紀ユニット）
- CoCo
  - 大野幹代
  - 瀬能あづさ
  - 羽田惠理香（現・はねだえりか）
  - 三浦理恵子（2023年12月時点で公式サイトに名前が無い）
  - 宮前真樹
- 榊いずみ
- 坂田めぐみ
- 坂本つとむ（テディボーイズ）
- 魁三太郎
- 三代目コロムビア・ローズ（野村未奈 → 野村美菜に改名）
- 櫻井圭佑
- 篠原愛実
- 清水良太郎
- 城之内早苗（元おニャン子クラブ）
- 瀬戸早妃（ウェスタに所属）
- 曽根由希江
- 高田彩香
- 高橋美枝
- 高橋良輔
- 高松いく - 2011年1月31日をもって契約終了、その後芸能界引退。
- 竹村愛美（舞夢プロに所属）
- 立川絵理
- 淡輪優希（淡輪ゆきに改名、ホリプロ所属）
- つきよみ（Vocal・小笠原愛、Violin・石井貴子のユニット）
- 冨田翔（富田翔に改名）
- 仲原舞
- 長渕文音
- 西野成人
- 仁科仁美
- 仁平裕子
- ノースリーブス - Mama&Sonへ2021年7月末頃に移籍。
  - 小嶋陽菜（元AKB48） - 業務提携を経てMama&Sonへ2020年11月頃に移籍。
  - 高橋みなみ（元AKB48） - 業務提携を経てMama&Sonへ2021年7月末頃に移籍。
  - 峯岸みなみ（元AKB48） - 業務提携を経てMama&Sonへ2021年7月末頃に移籍。
- 野口真緒
- 野咲たみこ
- 野中美郷（元AKB48） - 2014年5月31日付で所属契約を終了し、芸能界引退[5][注 1]。
- 浜田朱里
- HARA（元KARA） - 所属中の2019年11月24日に急逝。
- 日野美歌（株式会社エスプロに所属）
- 平松愛理
- 藤川なお美
- 藤澤ノリマサ
- 布施明
- 別紙慶一
- 星野マヤ
- 真琴
- マッキー
- 松原夏海（元AKB48、有限会社ワンダー・プロダクションに所属）
- 眞野裕子
- Miju
- ミスターちん
- 宮崎宣子（元日本テレビアナウンサー）
- 武藤愛莉
- 森岡豊
- 森山栄治
- 山崎亜弥子
- 山下ひろみ
- 横山みんみん（猫夜叉）
- Loud-03 - 光富梨津子がVocalを務める3人組ダンスヴォーカルユニット、現在は解散。
  - 光富梨津子
- 瑠衣夏
- 和央ようか（元宝塚歌劇団宙組トップスター）
- 渡り廊下走り隊7（前身は渡り廊下走り隊）
  - 岩佐美咲（元AKB48、元渡り廊下走り隊7、長良プロダクションに移籍）
  - 浦野一美（元AKB48、元SDN48、元渡り廊下走り隊7暫定メンバー） - 2018年2月14日をもって契約終了、フリーランスに。
  - 多田愛佳（元AKB48、元HKT48、元渡り廊下走り隊、元渡り廊下走り隊7） - 2022年10月25日をもって契約終了。
  - 菊地あやか（元AKB48、元渡り廊下走り隊7） - 2016年5月31日をもって契約終了（芸能界引退）。
  - 小森美果（元AKB48、元渡り廊下走り隊7） - 2013年8月20日をもって契約終了（芸能界引退）。
  - 仲川遥香（元AKB48、元JKT48、元渡り廊下走り隊、元渡り廊下走り隊7） - 2016年12月31日をもって契約終了（電通インドネシア所属）。
  - 平嶋夏海（元AKB48、元渡り廊下走り隊、元渡り廊下走り隊7、ワンエイトプロモーションに所属）
  - 渡辺麻友（元AKB48、元渡り廊下走り隊、元渡り廊下走り隊7） - 2020年5月31日をもって契約終了（芸能界引退）。

## 関連会社・子会社
- ルーツ音楽出版 - 音楽出版社
- 尾木プロ THE NEXT（旧：Y・M・O、芸能プロダクション）

### Mama&Son
株式会社Mama&Son（ママアンドサン、英: Production Ogi Co., Ltd.、略称：M&S）は、東京都港区北青山に本社を置く芸能事務所。プロダクション尾木の子会社。

#### 所属タレント（M&S）
- 小嶋陽菜（業務提携を経てプロダクション尾木より2020年11月頃移籍）
- 高橋みなみ（業務提携を経てプロダクション尾木より2021年7月末頃移籍）
- 峯岸みなみ（業務提携を経てプロダクション尾木より2021年7月末頃移籍）
- 加藤玲奈（元AKB48）[10]
- 向井地美音（AKB48）[10]
- 長谷川百々花（元AKB48）[11]
- 田島芽瑠（元HKT48）[12][13]
- 宮崎麗果
- Aqua Timez （元プロダクション尾木所属。再結成時の2024年7月頃に所属。）
- Little Parade
- ノースリーブス（2021年7月末頃まではプロダクション尾木所属）

#### 業務提携（M&S）
- 市野瀬瞳（フリーアナウンサー。2022年6月より）[14]

#### 過去に所属していたタレント（M&S）
- 姫野佐和子（A.M.Entertainmentとの業務提携）
- 渡辺麻友（プロダクション尾木との業務提携 2020年5月31日付けで退所、引退）[15]
- 青井しずか（A.M.Entertainmentとの業務提携）
- 瀧野由美子（元STU48）[16][17]（2023年7月31日をもって退所）
- 本田仁美（元AKB48）[18][19]（2024年4月30日をもって退所）